# Ferenci (Ozaly)
Ferenci falu Horvátországban, a Károlyváros megyében. Közigazgatásilag Ozalyhoz tartozik.

## Fekvése
Károlyvárostól 20 km-re, községközpontjától 6 km-re északnyugatra a Kulpa bal partja közelében fekszik.

## Története
A falunak 1857-ben 108, 1910-ben 158 lakosa volt. A trianoni békeszerződésig Zágráb vármegye Jaskai járásához tartozott. 2011-ben 49 lakosa volt.

## Lakosság
| Lakosság változása | Lakosság változása | Lakosság változása | Lakosság változása | Lakosság változása | Lakosság változása | Lakosság változása | Lakosság változása | Lakosság változása | Lakosság változása | Lakosság változása | Lakosság változása | Lakosság változása | Lakosság változása | Lakosság változása | Lakosság változása |
| ------------------ | ------------------ | ------------------ | ------------------ | ------------------ | ------------------ | ------------------ | ------------------ | ------------------ | ------------------ | ------------------ | ------------------ | ------------------ | ------------------ | ------------------ | ------------------ |
| 1857               | 1869               | 1880               | 1890               | 1900               | 1910               | 1921               | 1931               | 1948               | 1953               | 1961               | 1971               | 1981               | 1991               | 2001               | 2011               |
| 108                | 158                | 135                | 144                | 175                | 158                | 192                | 218                | 192                | 200                | 208                | 183                | 148                | 111                | 65                 | 49                 |

## Nevezetességei
A falun kívül a szőlőhegyen a Kulpa völgyére nézve áll Szentlélek tiszteletére szentelt kápolnája. A kápolna a 18. században épült barokk stílusban. A kápolna a Zsumberki-hegység déli lejtőin, a településen kívül helyezkedik el. Nyugat-keleti tájolású, barokk szakrális épület, egyszerű külsővel és gazdag belső kialakítással. Egyhajós, téglalap alakú hajóval, keskenyebb sokszög záródású szentéllyel, a szentély melletti sekrestyével és a főhomlokzat előtti harangtoronnyal rendelkezik. A késő barokk főoltárt 19. század a második felében átépítették. A templom belsejét 1901-ben festette ki D. Inchiostri festőművész. A 18. század végéről származó eredeti kőburkolatot megőrizték. A kápolnát a 17. században Ozaly környékének hagyományos kápolnájaként említik. 1775 körül alaposan megújították és beboltozták, a 19. században pedig sekrestyét építettek hozzá.